# Солдатское (Петровская поселковая община)
Солдатское (укр. Солдатське) — село в Петровской поселковой общине Александрийского района Кировоградской области Украины.
До 2020 года входило в Петровский район
Население по данным 2023 года составляло 113 человек. Население по переписи 2001 года составляло 198 человек. Почтовый индекс — 28332. Телефонный код — 5237. Код КОАТУУ — 3524980803.